# Maggiore (famiglia)
I Maggiore sono una famiglia criminale originaria del catanese, ma operante anche in Nord Italia, che è nota per i legami di lunga data con Cosa nostra, in particolare col clan Santapaola, e che negli anni 2010 è entrata in unione con la 'ndrangheta.

## Storia

### Origini
La storia delle origini di questa famiglia criminale è poco nota. Provengono e risultano ancora oggi stanziati largamente nel piccolo comune di Militello in val di Catania, la cui cronaca giornaliera è, non a caso, dominata da decenni dalle gesta dei membri di questa famiglia.
Il volto più importante della famiglia, secondo gli investigatori e la stampa specializzata, risulta essere Giuseppe Maggiore, pluripregiudicato che viene descritto come un volto noto del narcotraffico italiano.

### L'unione con la 'ndrangheta
I Maggiore sono riusciti a scalare i vertici della criminalità organizzata facendo ricorso, tra i vari mezzi, alle unioni sentimentali con i membri di altre famiglie criminali. Un esempio emblematico a questo proposito è stato il matrimonio tra Morena Maggiore, primogenita del capofamiglia Giuseppe, e Vincenzo Pasquino, broker del narcotraffico legato alla 'ndrangheta, che ha sancito un'alleanza tra le due potenti famiglie e, in esteso, tra i Maggiore e la 'ndrangheta.
L'alleanza coi Pasquino, piccolo clan originario della Calabria e particolarmente attivo nel torinese, è stata utilizzata dai Maggiore per entrare in contatto con il circuito della 'ndrangheta in Piemonte, come evidenziato dalla traduzione in arresto di vari membri della famiglia durante l'operazione Cerbero del 2019, tra i quali il noto cantante neomelodico Graziano.

## Ramificazione
Il centro operativo dei Maggiore sembrerebbe essere il piccolo comune di Militello in val di Catania, la cui cronaca giornaliera è, non a caso, dominata dalle gesta dei membri di questa famiglia, ma il loro raggio d'azione è esteso in tutta Italia.
Controllano parzialmente Catania, dove gestiscono i traffici di armi e di droga su delega dei Santapaola e degli Ercolano, e sono radicati anche a Palermo e a Torino. In quest'ultima, secondo quanto emerso dall'operazione Cerbero, i Maggiore avrebbero installato il loro «quartier generale» per le operazioni nazionali e internazionali nel quartiere Barriera di Milano. Con le operazioni Shoes e Stop-and-go, effettuate sempre nel 2019, sono invece venute alla luce l'unione alla famiglia degli Stivala e degli Oneto, questi ultimi palermitani, e l'utilizzo della centrale operativa torinese per acquistare l'hashish e l'eroina poi trasportati in Sicilia e venduti nelle piazze di spaccio catanesi di Librino, San Cristoforo e Villaggio Sant'Agata.

## Attività
I Maggiore sono specializzati in una vasta gamma di attività criminose, tra le quali il traffico internazionale di droga – in particolare hashish, eroina e cocaina –, la tratta di armi – anche da guerra –, le rapine, la ricettazione, i furti e le estorsioni.
Il raggio d'azione in Italia delle attività criminali dei Maggiore, stando a quanto rilevato dalle operazioni di polizia, tocca, oltre alla Sicilia, anche il Piemonte e la Toscana.

## I rapporti col crimine organizzato
Le operazioni di polizia hanno appurato l'esistenza di legami, talvolta inquadrabili come alleanze di lungo corso, tra esponenti dei Maggiore e clan della camorra di stanza a Scampia e Castellamare di Stabia, gruppi della mafia albanese basati nel Lazio, le famiglie Santapaola ed Ercolano di Cosa nostra.